# Cuccurullo Brillo Brullo
Cuccurullo Brillo Brullo is een band uit het Nederlandse Delft, die zich toelegt op het spelen van eigen interpretaties van muziek van Frank Zappa (1940-1993).

## Beschrijving
Cuccurullo Brillo Brullo ontstond in 1998 uit een groep bevriende musici, die regelmatig bij elkaar kwam om muziek van Frank Zappa te beluisteren en te spelen. Tot de vaste leden van de band behoren de zangers Reinier Parengkuan en Ron van der Kraan (ex-The Walkman) en de gitaristen Derk Groen (ex-Anouk, ex-Q65) en Paul de Jong. Ook de saxofonist Boris van der Lek (ex-Golden Earring, ex-Hans Dulfer) en de drummer Arie Verhaar leveren regelmatig bijdragen.
Cuccurullo Brillo Brullo is geen tributeband, maar interpreteert Zappa's muziek op een eigen wijze, waarbij de structuur van de nummers weliswaar overeind blijft, maar tegelijkertijd ook veel ruimte voor improvisatie wordt geboden. Derk Groen verklaarde hierover in 2006: "Zappa is een jas die we aantrekken. En dan gaan we wandelen." Volgens 3voor12 is Cuccurullo Brillo Brullo een van de weinige bands die Zappa's muziek goed weet te benaderen:
Zappa naspeelbands zijn er genoeg , maar de aanpak van het uit Delft afkomstige Cuccurullo Brillo Brullo mag inspirerend genoemd worden.
(...)
Er zijn vele bands die Zappa's muziek spelen, maar er zijn er slechts een paar –waaronder Cuccurullo Brillo Brullo –die begrijpen hoe !!
Cuccurullo is de achternaam van multi-instrumentalist Warren Cuccurullo die tussen 1977 en 1980 met Zappa gewerkt heeft. Camarillo Brillo is een lied van Zappa en The Mothers. De titel van het lied is een woordspeling. Camarillo rijmt op Brillo, een merk van schoonmaakartikelen, terwijl de correcte uitspraak van de stadsnaam Camarillo dat niet doet. Brillo rijmt allitererend en - evenals Cuccurullo - met volrijm dan weer op Brullo.

## Debuutalbum
In juni 2005 kwam ZapsurditieZ uit, de eerste officiële cd van Cuccurullo Brillo Brullo. Deze werd goed ontvangen, wat ertoe leidde dat de band binnen twee maanden optrad op de Zappanale, een internationaal Zappafestival dat sinds 1990 ieder jaar wordt gehouden in het Duitse Bad Doberan. Hier speelden ze samen met Ike Willis, van 1978 tot Zappa's dood in 1993 een van diens vaste gitaristen en zangers. De dvd die van dit optreden werd uitgebracht raakte in korte tijd uitverkocht. Met Willis maakte Cuccurullo Brillo Brullo in het najaar van 2006 tevens een korte tournee door Nederland.

## Discografie

### Album
- Cuccurullo Brillo Brullo (promo), 2005
- ZapzurditieZ, 2005
- Zappanale #16 (compilatie), 2006
- Various Artists: Zappanale #16 (compilatie), 2006

### Dvd
- Cuccurullo Brillo Brullo feat. Ike Willis - Live at the 2005 zappanale, 2005
- Various Artists: Zappanale #16 - Retrospective (compilatie), 2006